# Nguyễn Phúc Quân
Nguyễn Phúc Quân (chữ Hán: 阮福昀; 20 tháng 8 năm 1809 – 26 tháng 5 năm 1829), tước phong Quảng Uy Công (廣威公) (được đọc trại Quảng Oai Công), là một hoàng tử con vua Gia Long nhà Nguyễn trong lịch sử Việt Nam.

## Tiểu sử
Hoàng tử Quân sinh ngày 7 tháng 4 (âm lịch) năm Kỷ Tỵ (1809), là con trai thứ 10 của vua Gia Long, mẹ là Cung Thận Đức phi Lê Ngọc Bình,con gái của vua Lê Hiển Tông.Ông là anh em cùng mẹ với An Nghĩa Công chúa Ngọc Ngôn (1804 – 1856), Mỹ Khê Công chúa Ngọc Khuê (1807 – 1827) và Thường Tín Quận vương Nguyễn Phúc Cự (1810 – 1849).
Năm Gia Long thứ 16 (1817), hoàng tử Quân được phong làm Quảng Uy công (廣威公) khi mới 9 tuổi.

### Hoàng thân ngỗ ngược
Quảng Uy công Quân khi còn trẻ là người ngổ ngáo xấc xược, chỉ thích chơi đùa. Thầy dạy của Quân là Ngô Đình Giới nghiêm khắc nên Quân rất ghét. Một hôm, Quảng Uy công cho người đầy tớ bắt một con nhái trói ở sân, lấy roi đánh và bảo rằng: “Mày chớ có khinh ta”. Biết ông bày trò đó để phỉ báng, đe doạ mình, ông Giới xin vua không dạy hoàng tử nữa.
Những năm đầu Minh Mạng, vua cho Trần Đại Nghĩa làm giáo đạo lo việc dạy dỗ hoàng đệ Quảng Uy công. Vua còn ban cho ông Nghĩa một cái roi và dụ rằng: “Em nhỏ tuổi của trẫm, sinh trưởng ở trong cung cấm, không dạy thì không nên người có đức được. Khanh sớm khôn khéo dẫn bảo, có lỗi thì đánh, chớ để cho kiêu lười thành tính”. Vua cũng cử Hàn lâm Trực giảng là Nguyễn Đăng Sĩ làm giảng quan trong phủ riêng của Quảng Uy công.
Theo Quốc sử di biên, Quảng Uy công Quân là người hào phóng thương người, hay bố thí. Ai làm thất ý ông thì bị đánh bằng roi sắt, nặng thì bị xẻo tai, hoặc chặt ngón tay. Mỗi khi thấy đám quan võ bàn tán phân biệt nhân phẩm người Đàng Trong và Đàng Ngoài, ông liền mắng rằng: “Lũ chúng mày không biết người Đàng Ngoài tức là ông cha người Đàng Trong à?”. Ông thường sai một tên đầy tớ làm ghế ngồi, gối dựa, khiến cho người đó bị liệt mà không đứng dậy được.
Quảng Uy công Quân là người khỏe mạnh, lại thích võ, tay không mà dám đánh với hổ dữ. Ông thường nuôi trâu, cho tô sơn lên chúng và đem đi đấu với voi để lấy làm vui. Chó săn, gà chọi con nào chết thì ông cho lấy gấm lụa khâm liệm mà chôn. Ai có chó săn, gà chọi tốt mà không chịu nộp thì bị đánh đập, dân chúng trong vùng ca thán khắp nơi.
Vua Minh Mạng vì việc này mà quở mắng hoàng đệ Quảng Uy công và phạt lương bổng rất nặng, thuộc hạ của ông cũng bị xử nghiêm. Vua thường răn dạy ông chớ có tiêu xài hoang phí, ông khóc mà nói rằng: “Cha mẹ mất cả, không còn lấy gì làm vui, cho nên phải như thế”. Vua sau đó không bàn đến chuyện này nữa.

### Qua đời
Năm Minh Mạng thứ 10 (1829), Quảng Uy công Quân mắc bệnh đậu mùa. Vua cho đặt giường và bắt người hầu trong phủ của ông đều mặc đồ màu đỏ và tía. Y viện dâng thuốc cho Quảng Uy công bao giờ cũng tâu trình cho vua coi. Vua Minh Mạng cũng thường khuyên giải để cho Quảng Uy công vui, hỏi ông muốn gì, ông nói chỉ muốn chóng khỏi bệnh để càng được phá gia sản thôi. Vua cười to cho ông thích chí.
Ngày 24 tháng 4 (âm lịch) năm đó, Quảng Uy công bệnh tình trở nặng rồi mất, hưởng dương 21 tuổi. Vua nghỉ coi chầu 3 ngày, cho thụy là Cung Trực (恭直), sai Hoàng trưởng tử Miên Tông (là vua Thiệu Trị sau này) đến tế rượu. Vua còn ban phát gấm vóc vải lụa và 3000 quan tiền, sai Tôn Thất Bằng sắp xếp việc tang cho Quảng Uy công. Ngày chôn cất, vua cho quan đến tế một đàn.
Quảng Uy công Quân có hơn 30 người vợ và nàng hầu, nhưng lại không có người con nào, vì vậy mà bài Phiên hệ thi của vua Minh Mạng dành cho con cháu của ông không bao giờ được dùng đến. Tất cả gia sản của ông đều được giao cho người em là Thường Tín Quận vương Cự coi giữ.
Năm Minh Mạng thứ 21 (1840), vua cho đúc các con thú bằng vàng để ban thưởng cho các hoàng thân anh em và các trưởng công chúa. Những người đã mất, vua dụ cho bộ Lễ sắp đủ lễ nghi đem đến giao cho người thừa tự hoặc người giám thủ để thờ. Quảng Uy công Quân được ban cho một con kỳ lân bằng vàng nặng 3 lạng 7 đồng cân.
Tẩm mộ của ông nằm ở làng Trúc Lâm, nay là một phần của phường Hương Long, thành phố Huế.